# Amadeu Gabino Úbeda
Amadeu Gabino Úbeda (València, 1922 - Madrid, 2004), fill de l'escultor Alfons Gabino, va ser un pintor, escultor i gravador valencià.
Va fer els primers passos cap a l'art assistint al seu pare en el seu taller d'escultura. Va començar els seus estudis d'art en l'Escola Superior de Belles Arts de Sant Carles de València. Els va completar a Roma, París, Hamburg i Nova York.
La seva obra consisteix sobretot en complexos objectes metàl·lics abstractes i collages constructivistes. Representant a Espanya, va participar en les edicions de 1956 i 1966 de la Biennal de Venècia. Va mostrar la seva obra en diverses exposicions a Alemanya i Espanya. En 1998, es va erigir la seva escultura monumental "Homenatge a Anton Bruckner" a la ciutat austríaca de Linz.

## Premis
Amadeu Gabino va rebre diversos premis, entre ells :
- Premi Alfons Roig, València, 1998.
- Premi Nacional d'Impressió, Biennal Internacional Ibero-Americana, Mèxic, 1980.
- Premi Nacional de Disseny Industrial, València, 1980.
- Gran Premi en la X Milà Triennal, 1954.
- Gran Premi, Biennal Ibero-Americana, La Havana, Cuba, 1953.

## Galeria

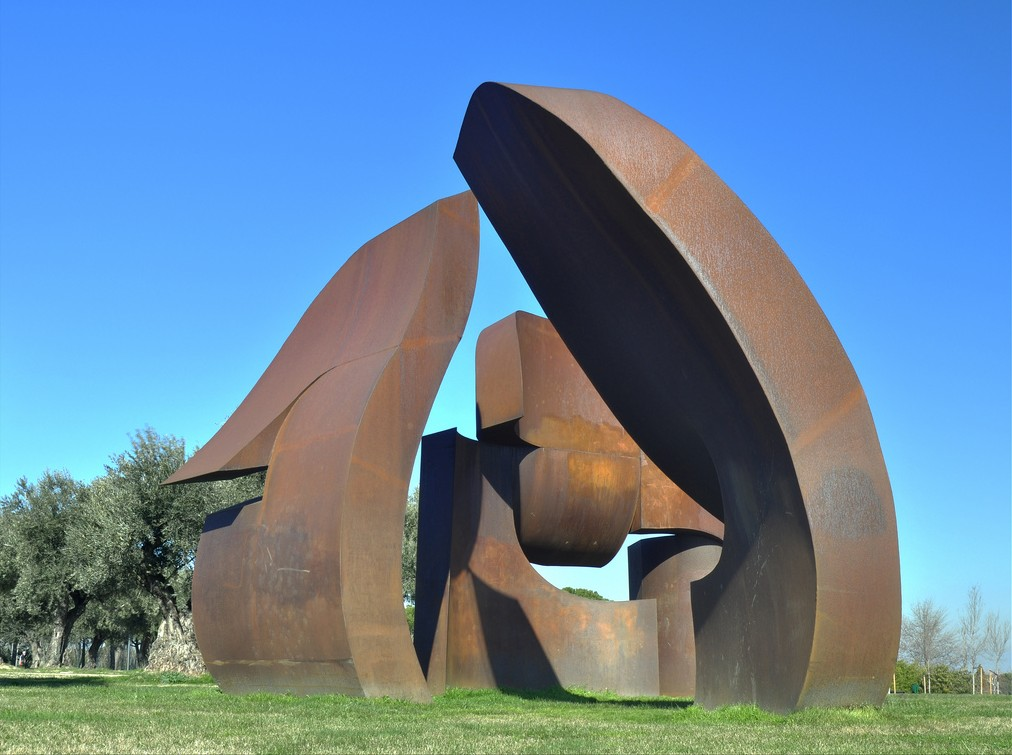
Homenatge a Galileu (1992), Madrid
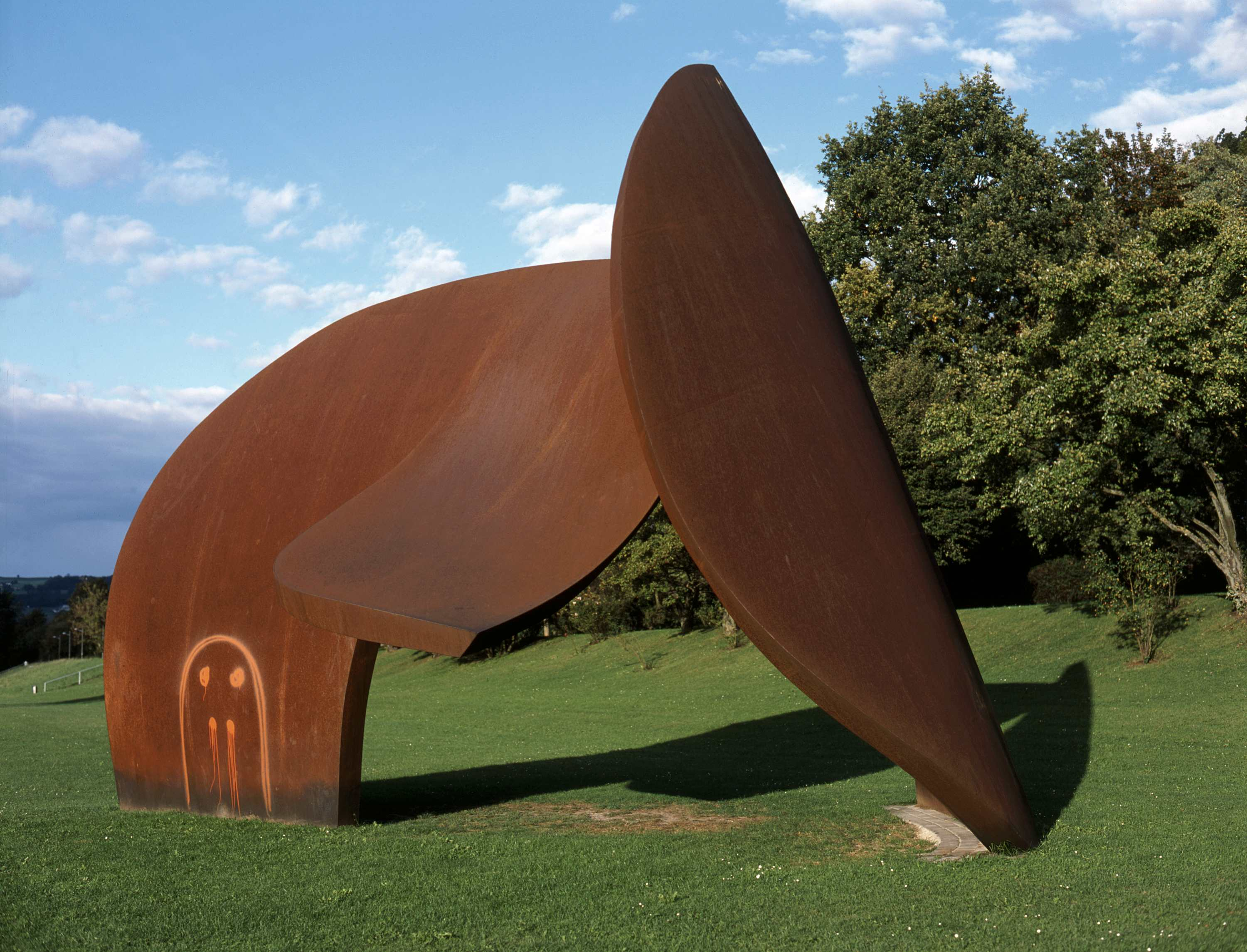
Homenatge a Anton Bruckner (1998), Linz
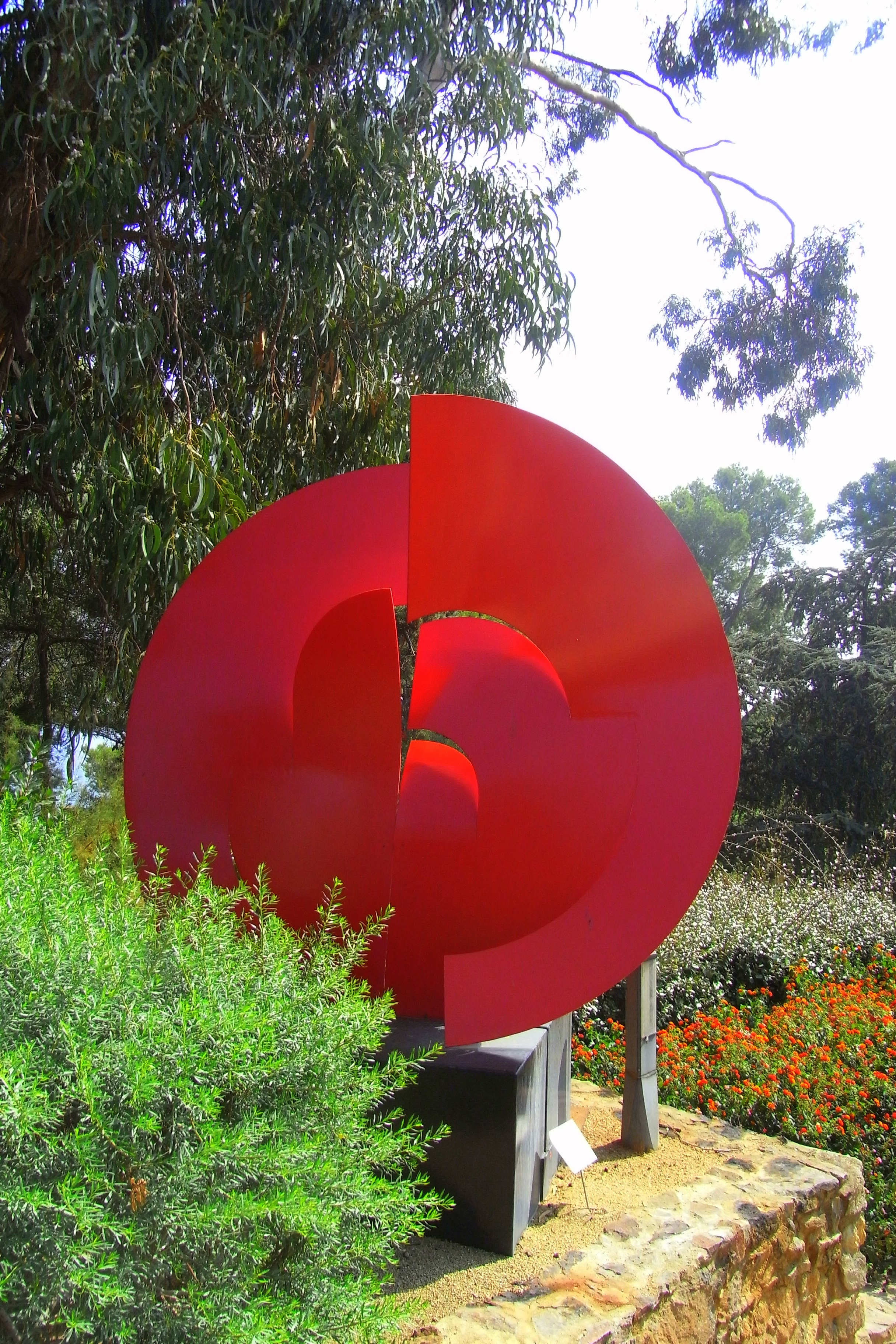
Agamenon (2000), Palafrugell
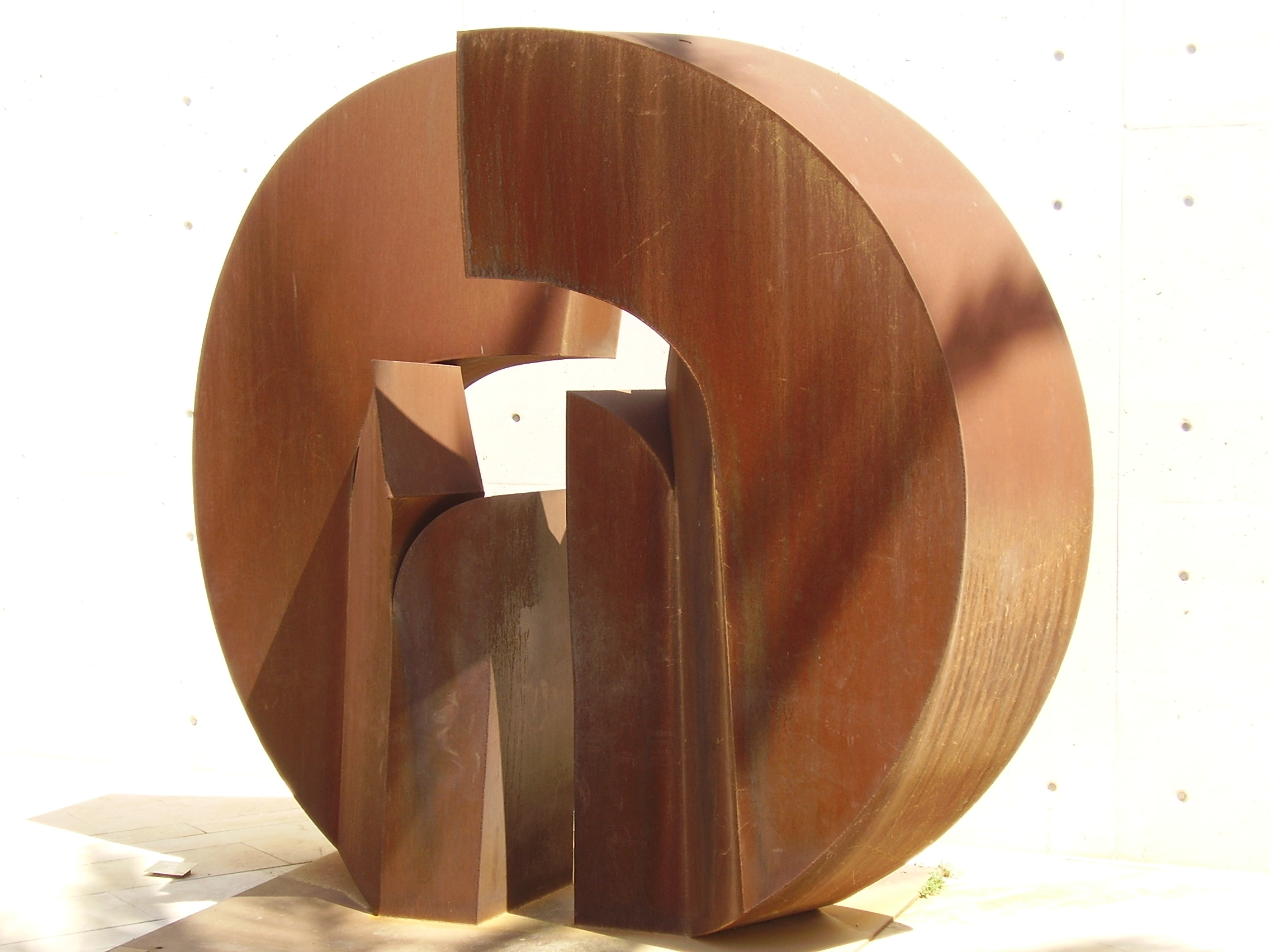
Sense títol (2002), Palma (Illes Balears)
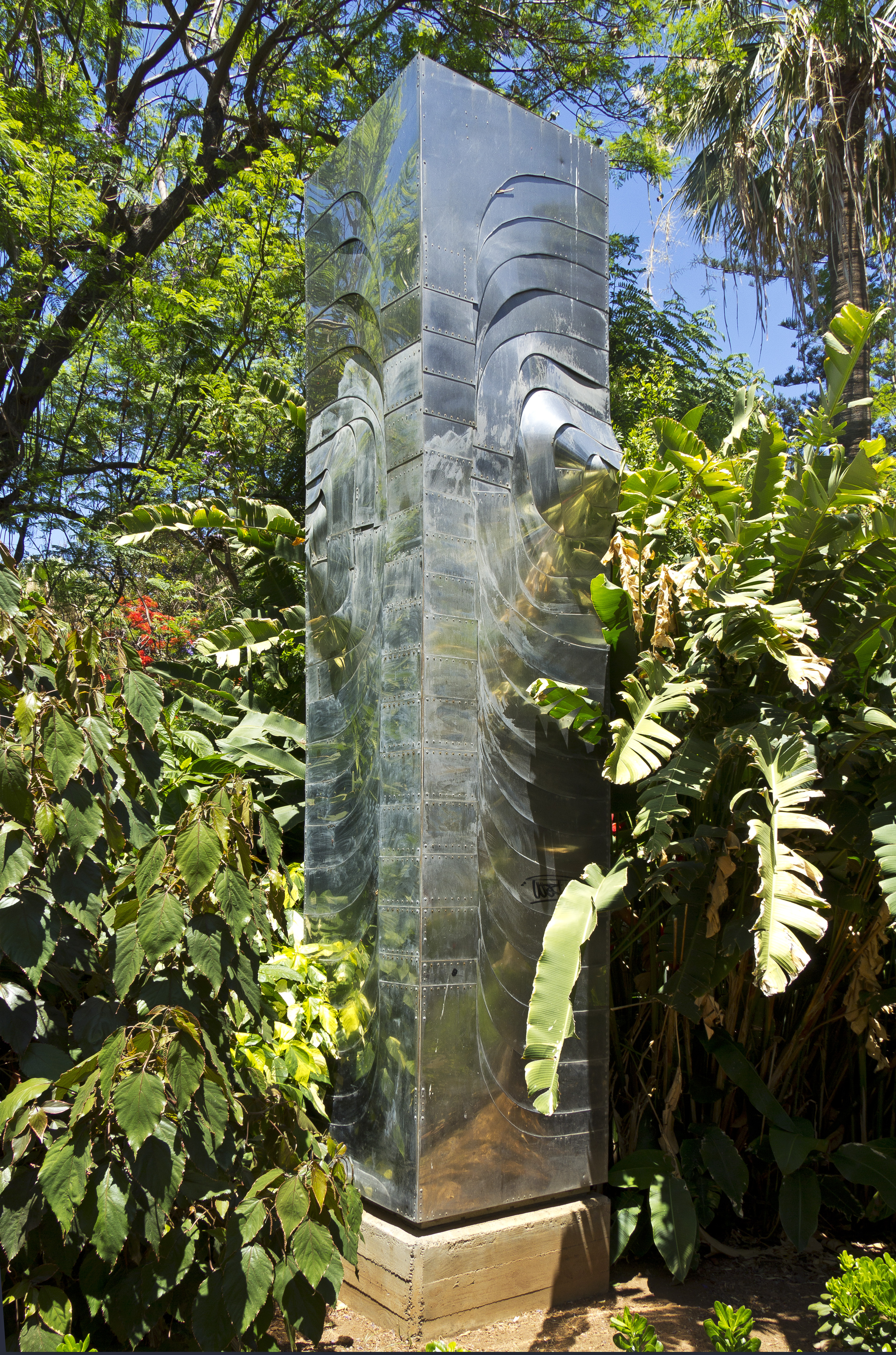
Estela espacial, de la I Exposició Internacional d'Escultura al carrer, Santa Cruz de Tenerife
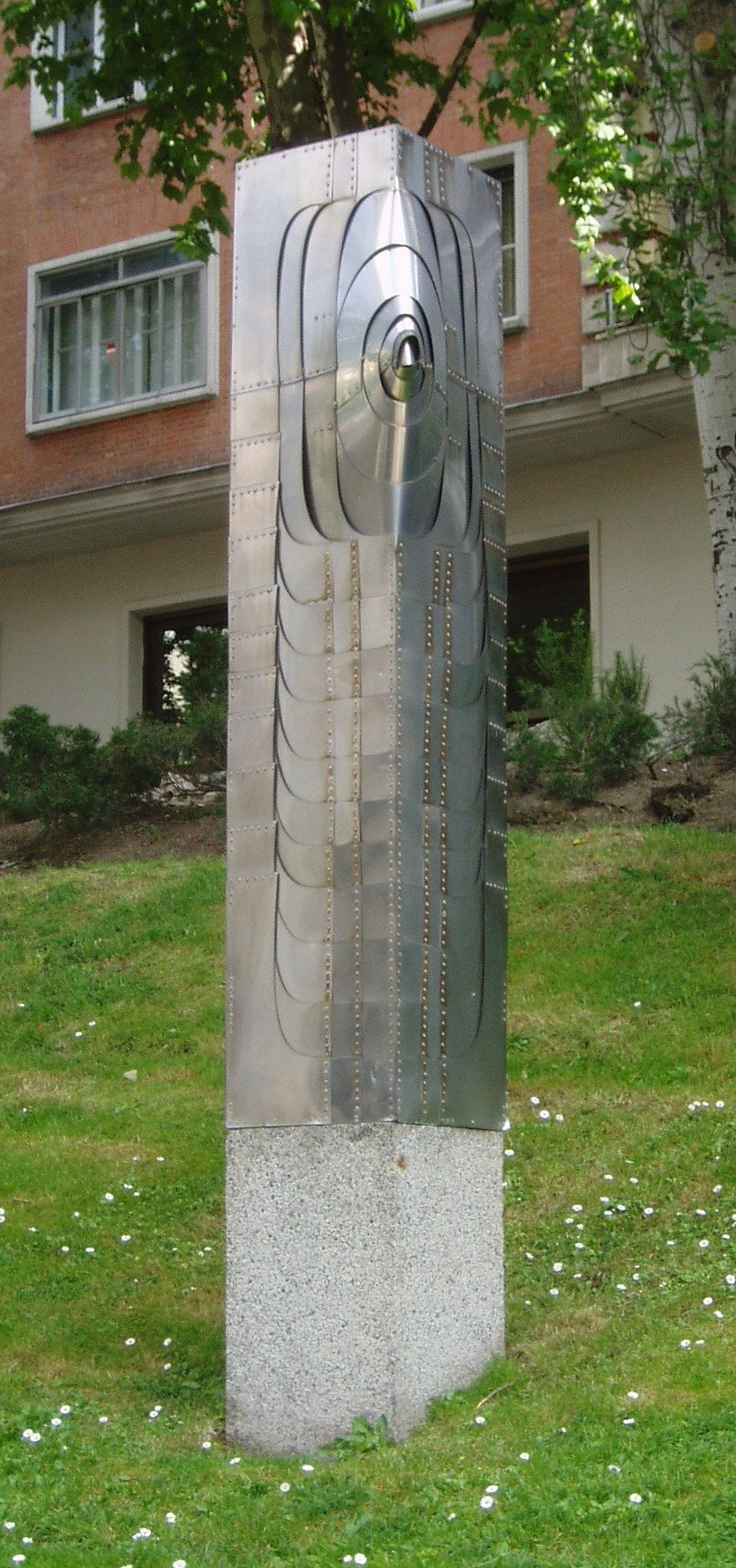
Estela de Venus, Madrid, Museu Art Públic